# Pismo do Amerika
Letter to America (en búlgaro, Писмо до Америка, transliterado como: Pismo do Amerika) es una película dramática búlgara de 2001 dirigida por Iglika Trifonova. Fue la presentación de Bulgaria a los 73.ª Premios de la Academia para el Premio de la Academia a la Mejor Película Internacional, pero no fue nominada.